# Бомбово
Бомбово (пол. Bąbowo) — село в Польщі, у гміні Моґільно Моґіленського повіту Куявсько-Поморського воєводства.
У 1975-1998 роках село належало до Бидгощського воєводства.